# Вильяно-д’Асти
Вильяно-д’Асти (итал. Vigliano d'Asti) — коммуна в Италии, располагается в регионе Пьемонт, в провинции Асти.
Население составляет 853 человека (2008), плотность населения составляет 128 чел./км². Занимает площадь 7 км². Почтовый индекс — 14040. Телефонный код — 0141.
Покровителем коммуны почитается святой Секунд, празднование во второе воскресение августа. 

## Демография
Динамика населения:

## Администрация коммуны
- Официальный сайт: http://www.comune.vigliano.at.it Архивная копия от 24 марта 2022 на Wayback Machine